# Liste der Baudenkmäler in Heretsried
Auf dieser Seite sind die Baudenkmäler in der schwäbischen Gemeinde Heretsried zusammengestellt. Diese Tabelle ist eine Teilliste der Liste der Baudenkmäler in Bayern. Grundlage ist die Bayerische Denkmalliste, die auf Basis des Bayerischen Denkmalschutzgesetzes vom 1. Oktober 1973 erstmals erstellt wurde und seither durch das Bayerische Landesamt für Denkmalpflege geführt wird. Die folgenden Angaben ersetzen nicht die rechtsverbindliche Auskunft der Denkmalschutzbehörde.

## Baudenkmäler nach Ortsteilen

### Heretsried
| Lage                           | Objekt                             | Beschreibung | Akten-Nr.             | Bild           |
| ------------------------------ | ---------------------------------- | --- | --------------------- | -------------- |
| Augsburger Straße 7 (Standort) | Katholische Pfarrkirche St. Martin | Saalbau mit eingezogenem Chor und westlichem Turm mit Zwiebelhaube, Neubau von Hans Georg Radmiller, 1722; mit Ausstattung; Bildstock; in nördlicher Friedhofsmauer | D-7-72-156-2 Wikidata | weitere Bilder |
| Augsburger Straße 8 (Standort) | Hausfigur                          | Muttergottes, 18. Jahrhundert | D-7-72-156-1          | Hausfigur      |

### Lauterbrunn
| Lage                      | Objekt                            | Beschreibung | Akten-Nr.             | Bild           |
| ------------------------- | --------------------------------- | --- | --------------------- | -------------- |
| Hauptstraße 13 (Standort) | Katholische Pfarrkirche St. Vitus | Saalbau mit eingezogenem Chor und nordwestlichem Turm mit Pyramidenhelm, Langhaus und Turmunterbau wohl um 1285, Chor und Umgestaltung von Johann Bernhard Nigg, 1769; mit Ausstattung | D-7-72-156-6 Wikidata | weitere Bilder |

### Monburg
| Lage                     | Objekt   | Beschreibung                                                                                      | Akten-Nr.    | Bild     |
| ------------------------ | -------- | ------------------------------------------------------------------------------------------------- | ------------ | -------- |
| Monburger Weg (Standort) | Wegkreuz | Kruzifix mit gefasstem Korpus Christi und geziertem Schutzdach, Gusseisen, frühes 20. Jahrhundert | D-7-72-156-9 | Wegkreuz |